# 買辦
買辦，是指为外国组织从事投资、贸易、经济或政治剥削充当代理人的人或团体。在现代中文中，狭义上指近代史上外国在华贸易公司“洋行”雇佣的中国籍代理人。
马克思主义理论中，买办资产阶级指在中国或其他发展中国家，为外国帝国主义利益服务的一类资产阶级，常简称为“买办阶级”或“买办”。在中国大陆互联网，“买办”一词常倾向于这一含义。

## 语源与历史
在中国古代，自宋朝起，“买办”一词专指宫廷、官府采买物品的商人。明朝中期，葡萄牙语的comprador传入中国，本意为“采购者”。中国人开始也将为外国商人采办、管事的中国人称作“买办”。
清代初期在广东设置十三行，建立进出口垄断组织公行，清政府任命“买办”来“以官治商、以商治夷”，以加强对外贸易。清代買辦分為洋行買辦、外商銀行買辦、輪船公司買辦，多以廣東和江浙出身。這類由外商僱用之商人通常外語能力強，一方面可作為歐美商人與中國商人的翻譯，也可處理歐美國家商界與中國政府之雙向溝通。除此，這類型商人還可自營商舖，因此致富者頗眾。
清代末期，中国进入近代，自鸦片战争以后，由于从1842年南京条约开始，签订了一系列不平等条约，帝国主义列强逐渐可自行选择买办，中国政府丧失了买办的管辖权。
近代以来，买办从中西方交易的官方代言人，变为为西方侵略势力扩张下的产物，是帝国主义列强对中国进行侵略、扩张势力和剥削的重要工具。其为服务于帝国主义资本家而存在，“买办”保证制度也因而实施。
20世纪初，马克思主义传入中国，买办开始用于描述阶级。革命者将资产阶级按照支持革命的态度，分为民族资产阶级以及与之对立的官僚资产阶级和买办资产阶级。“买办阶级”的概念最早由瞿秋白、孔涤庵提出。“代表中国最落后、最反动的生产关系，严重地阻碍和破坏了社会生产力的发展”。到20世纪80年代，“买办”被准确地描述为“外国资本主义入侵中国后，中国的半殖民地半封建社会中出现的一个新的阶级”。“买办”一词也不再仅限于经济利益层面，也拓展到文化、政治等意识形态领域。
不过就阶级划分，马克思主义学界也有争议，有人对“买办阶级”是否彻底反动提出质疑。
在全球化背景下，“买办”一词重新进入全世界的词典，用来指代全球范围内发展中国家的这类阶级或贸易集团。埃及马克思主义者萨米尔·阿明在他的著作中讨论了买办在当代全球经济中的作用。

## 著名買辦
- 吴健彰
- 楊坊：英语极为流利，上海最大的洋行—— 英國怡和洋行買辦，帮助华尔洋枪队筹集资金抵抗太平天国进攻上海。
- 陳廉伯
- 何東
- 何甘棠
- 盧亞貴
- 馮明珊：有利銀行。
- 郭甘章：廣東香山縣買辦，1870年代初，名下有甘章船廠。[17]
- 唐廷樞
- 張嘉璈
- 莫仕揚：莫仕揚家族。
- 吳炳垣 (阿偉)
- 鄭觀應

從移民社會轉型為定居社會以後，因為臺灣1860年代開港通商，在傳統的地主與郊商之外，買辦成為臺灣新興的社會領導階層：
- 李春生：台灣19世紀中期的富商。其買辦身分，延續到台灣日治時期。
- 陳福謙：台灣打狗（今高雄）。
- 陳中和

## 研究書目
- 郝延平著，李榮昌譯：《十九世紀的中國買辦：東西間橋樑》（上海：上海社會科學出版社，1988）。